# Амстел
Амстел (нід. Amstel) — річка в Нідерландах, на котрій лежить столиця держави місто Амстердам.

## Назва та історія
Назва річки пішла від словосполучення старогерманською мовою Aeme stelle, що дослівно означає "багатий на воду простір", від котрої власне й дістали свою назву місто Амстердам і броварня Амстел, а ще станція метро й залізнична станція, як і вокзал.
Як спорудили греблю в гирлі річки, риболовецьке поселення Амстелредам (Amstelredam) почало швидко розвиватись і близько 1300 року дістало статус міста. Це поселення багато важило з огляду на своє становище в затоці Зейдерзе.
Броварня Амстел стояла поруч із річкою Амстелом, що її водою охолоджували пиво.

## Географія
Річка первинно починалась у місцині, де 2 невеликих потоки-річечки Дрехт (Drecht) і Кромме Мейдрехт (Kromme Mijdrecht) з'єднувались у один, трохи південніше від Ейтгорна (Uithoorn). Після будівництва каналу Амстел-Дрехт (Amstel-Drecht Kanaal), річка (у тому числі канал) тепер починається там, де Дрехт і інший канал Арканал (Aarkanaal) стрічаються один з одним, неподалік від міста Ніввена (Nieuwveen).
Притоки Амстела: Кромме Мейдрехт (Kromme Mijdrecht), Буллевейк (Bullewijk) і Вавер (Waver).
Гирло річки — в Амстердамі, де вона вливається в затоку Ей. Проте в 1936 році остання частина річки (так звана Рокін / Rokin) зазнала повені, тож Амстел нині закінчується на площі Мунтплейн (Muntplein), хоча з Ей він сполучається підземними трубами.
На Амстелі є тільки один острів, що називається просто «острів Амстел» (нід. Amsteleiland). Його площа — 0,05 км².

## Амстел у культурі
Над Амстелом висять відомі амстердамські мости — Магере Брюг, Блавбрюг, Гоге Слейс і Берлагебрюг. Ще на берегах річки стоять будівлі амстердамського оперного театру Стопера й театру Карре (Carré).
Щороку по національному телебаченню Нідерландів транслюється концерт, що відбувається на річці на День звільнення (Bevrijdingsdag). Ще на річці проходять інші спортивні, культурні й соціальні заходи. Так, на Амстелі відбуваються перегони з греблі Head of the River Amstel та  Heineken Roeivierkamp.
Амстел не раз зображувався на роботах нідерландських та іноземних митців, поміж них Арта ван дер Нера (1603–1677), Віллема Вітсена (1860–1923), Гендріка Джорджа Брейтнера (1857–1923), Піта Мондріана (1872–1944), Гендріка Яна Волтера (1873–1952), Франса Коппелара (*1943).

## Галерея

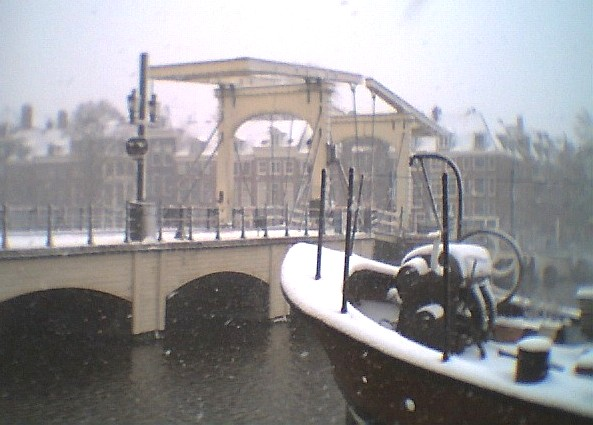
Амстел у Амстердамі, вид з моста Маґере Брюґ (Magere Brug).
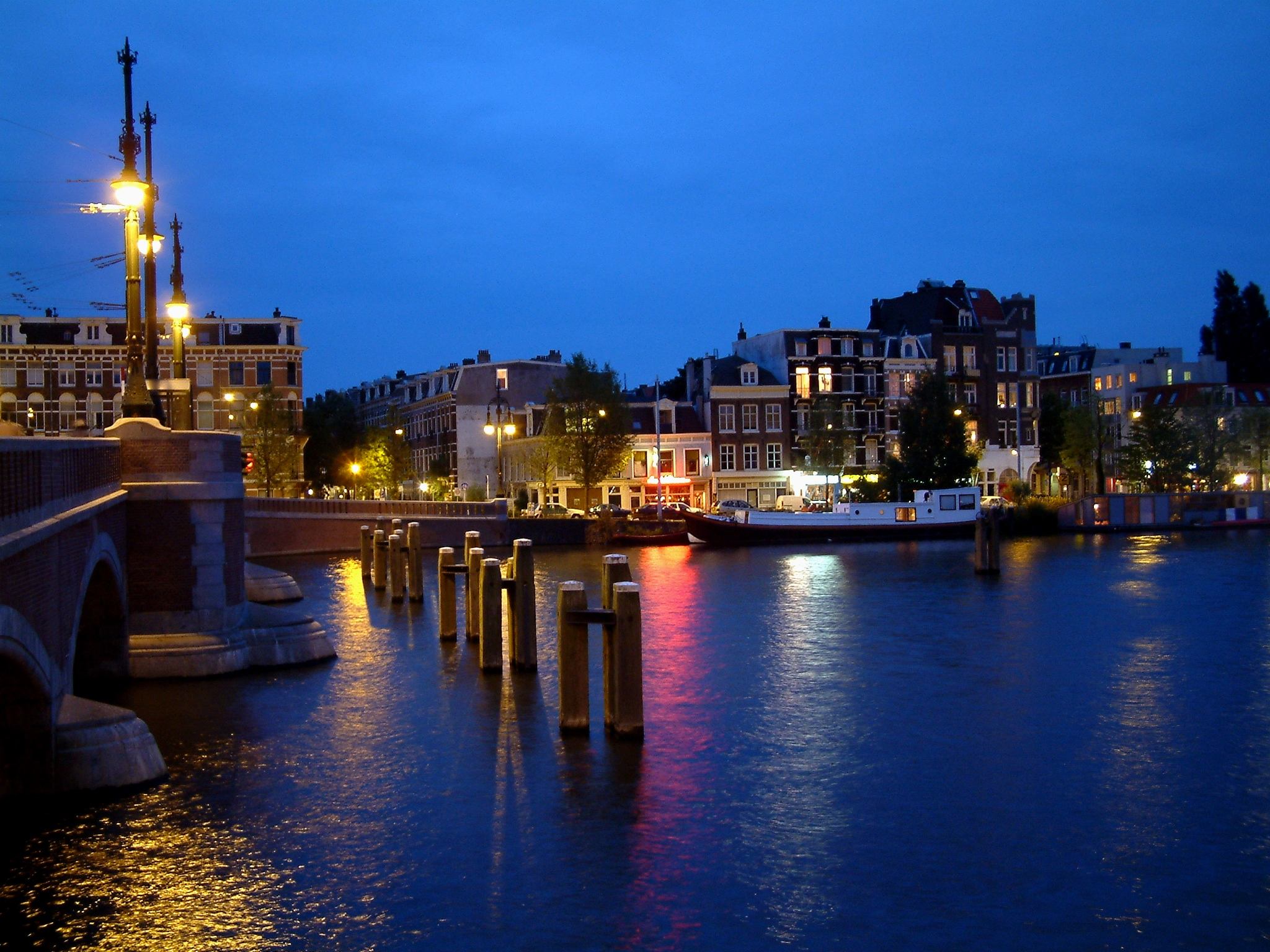
Амстел у Амстердамі, вид з моста Блавбрюґ (Blauwbrug).
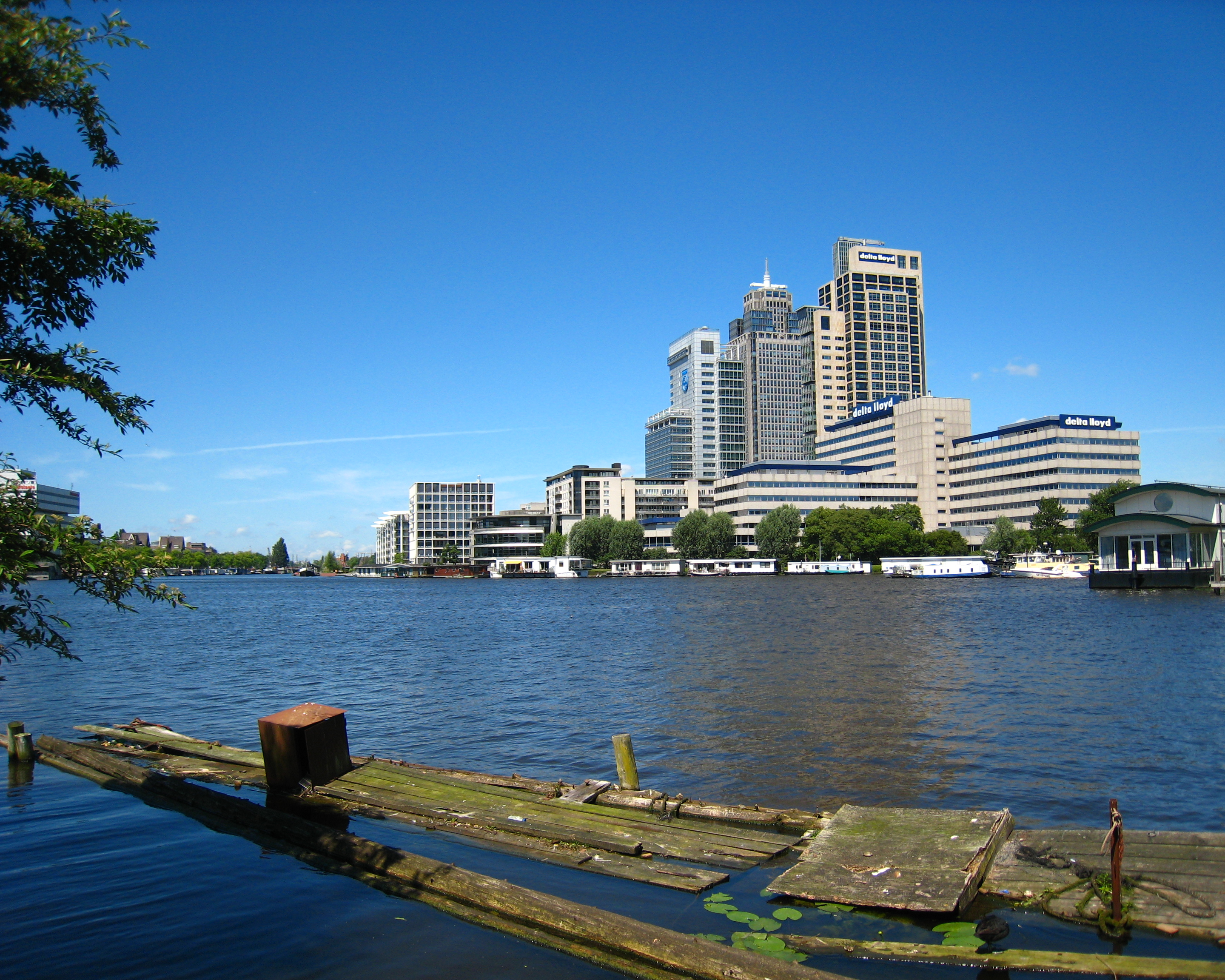
Амстел з видом на Вежі Рембрандта (Rembrandttoren), найвищі споруди Амстердама.
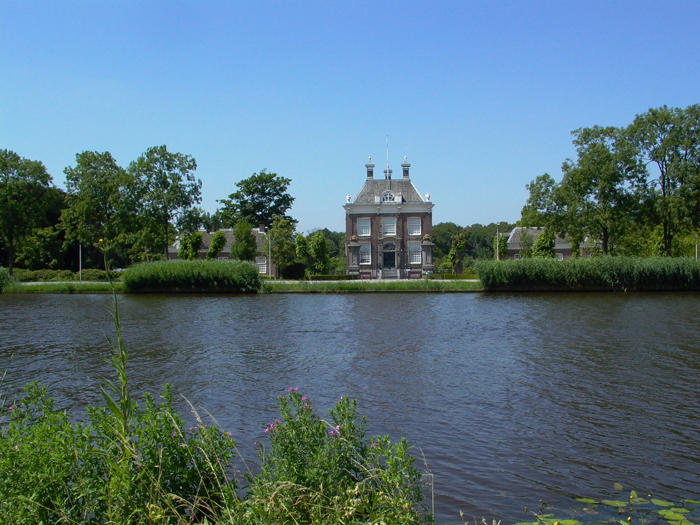
Амстердамські багатії залюбки будуються на берегах Амстела. Наприклад, цей будинок, що зветься Остермер (Oostermeer).